# Grand-Laviers
Grand-Laviers är en kommun i departementet Somme i regionen Hauts-de-France i norra Frankrike. Kommunen ligger i kantonen Abbeville-Nord som tillhör arrondissementet Abbeville. År 2022 hade Grand-Laviers 462 invånare.

## Befolkningsutveckling
Antalet invånare i kommunen Grand-Laviers
| Referens: INSEE |